# Flora of North America
Flora of North America est une publication éditée par le Flora of North America Editorial Committee. La publication vise l’inventaire complet des plantes indigènes et introduites en Amérique du Nord au nord du Mexique et comprenant le Groenland et Saint-Pierre-et-Miquelon. Les espèces disparues depuis la colonisation seront aussi incluses. À terme, l’ouvrage sera composé de 30 volumes et sera disponible en version sur papier et en ligne. Les deux tiers des volumes sont déjà disponibles et accessibles gratuitement en ligne.